# Wall sticker

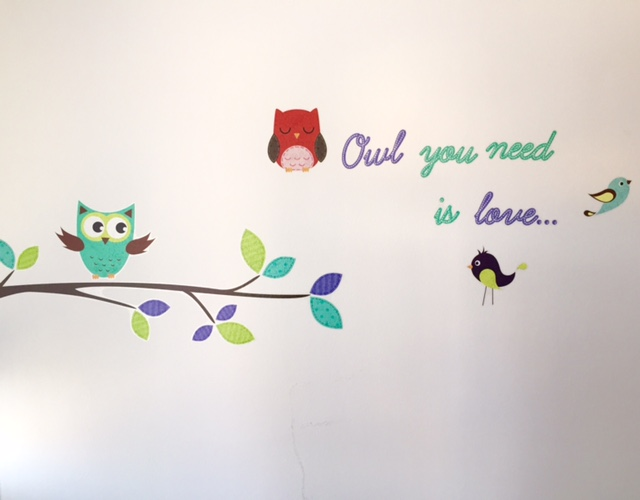
Un esempio di wall sticker in vinile.

I wall sticker (in italiano adesivi murali, chiamati anche decorazioni adesive) sono delle speciali decorazioni da applicare sui muri di un ambiente interno, ma anche mobili, specchi, vetri, ceramiche e altre superfici lisce.
Si tratta di veri e propri adesivi, più o meno grandi, raffiguranti segni grafici, fotografie o illustrazioni, o altri elementi decorativi, generalmente applicati per rendere originale una stanza con una spesa contenuta.

## Storia
Nel 1992, l'azienda italiana Crearreda, presenta la prima linea di adesivi murali, grazie all'idea della disegnatrice Tiziana Bramati e di suo marito, Giuseppe Botta. La stampa ecologica senza ftalati su vinile autoadesivo, la facilità di applicazione e rimozione dello sticker, nonché il loro effetto fosforescente, resero il prodotto di Crearreda uno dei più imitati sul mercato.

## Materiali
Vi sono differenti tipologie di adesivi, che dipendono principalmente dal materiale su cui vengono realizzati. I materiali più comuni su cui vengono realizzati gli adesivi murali sono:

### Vinile
Le decorazioni adesive prodotte in vinile hanno una maggiore resistenza e di conseguenza, essendo il materiale atossico e di alta qualità, avrà un costo maggiore rispetto a quelle stampate su carta.

### Carta
I wall sticker possono anche essere stampati su carta. I prodotti realizzati in questo materiale risultano essere più economici, ma anche più fragili, più difficili da rimuovere e rischiano di rovinare la superficie su cui vengono applicati.

### Altri materiali
Oltre ai due precedenti, esistono altri materiali su cui vengono stampati gli sticker. Tra questi troviamo la resina (particolarmente indicata per vetri e ceramiche), il vinile elettrostatico (senza la colla sul retro) e la gomma tridimensionale. 

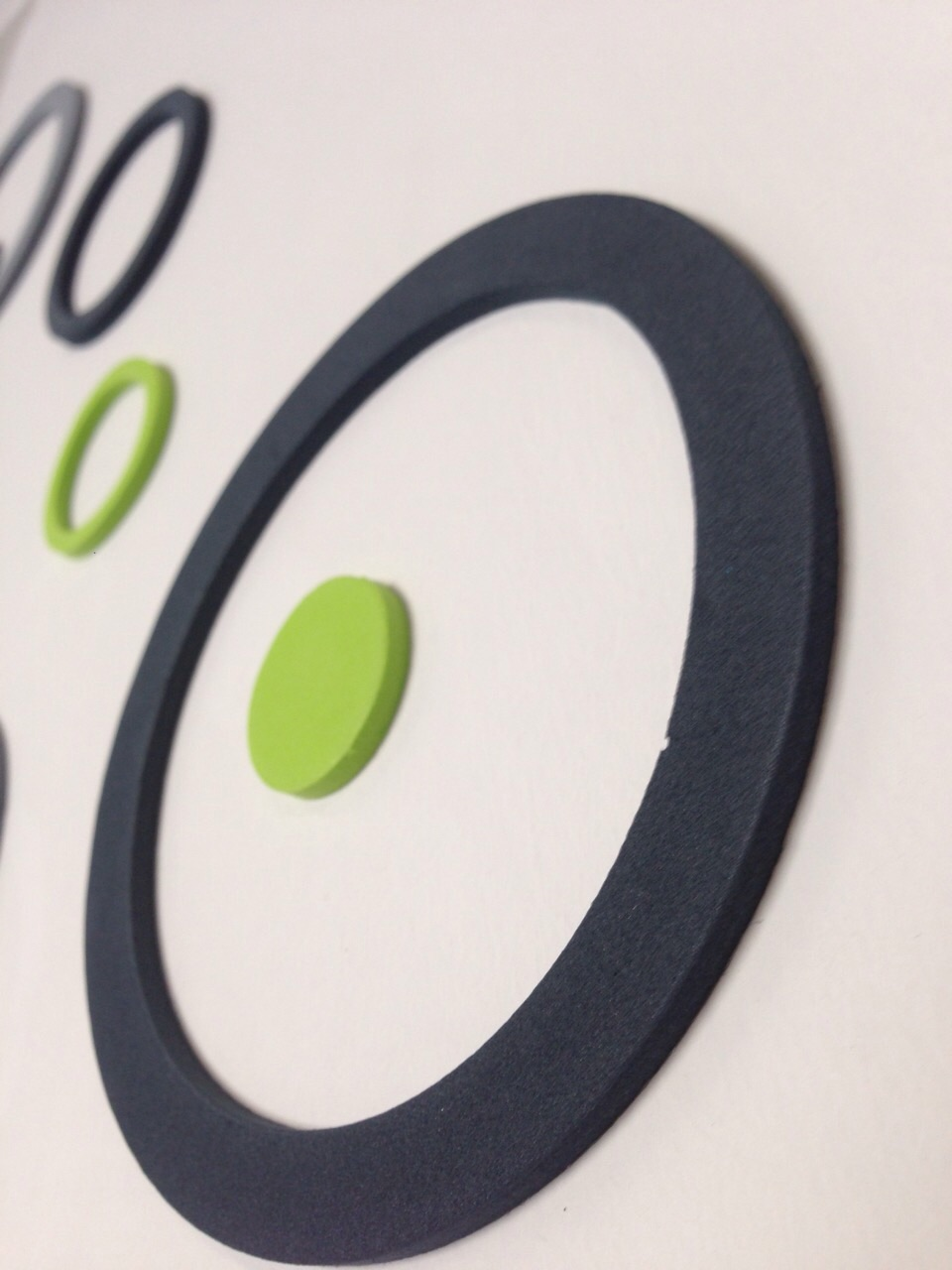
Un wall sticker tridimensionale in gomma.

## Applicazione e tenuta
L'applicazione degli adesivi murali è molto semplice. Nella maggior parte dei casi è sufficiente staccare con delicatezza lo sticker dal supporto di carta siliconata ed applicarlo con attenzione sulla superficie desiderata, sfregando con un panno morbido o con le dita.

## Rimovibilità e riposizionabilità
La facilità di rimozione e di applicazione dipende dal tipo di materiale su cui queste decorazioni vengono stampate, oltre che dalla superficie su cui vengono applicati. Gli adesivi realizzati su carta tenderanno a staccarsi prima e non saranno più riposizionabili.
Gli adesivi realizzati in vinile, in resina, in vinile elettrostatico e in gomma tridimensionale, risultano essere facilmente rimovibili e riposizionabili.

## Rimozione dello sticker
Rimuovere uno sticker è un'operazione molto semplice, che dipende dalla qualità del prodotto, dalla superficie su cui è applicato e dal tempo da cui è stato applicato. I maggiori produttori di sticker consigliano di avvalersi di un comune phon per rimuovere al meglio il prodotto.